# أنيتا (كاليفورنيا)
أنيتا تجمع سكاني تقع إدارياً ضمن مقاطعة بوت (كاليفورنيا) في الولايات المتحدة.